# Calophagus pekinensis
Calophagus pekinensis är en skalbaggsart som beskrevs av Pierre Lesne 1902. Calophagus pekinensis ingår i släktet Calophagus och familjen kapuschongbaggar. Inga underarter finns listade i Catalogue of Life.